# Gaspar Mora Sotomayor
Luis Gaspar Mora Sotomayor (Parral, 25 de junio de 1892-Montevideo, 4 de abril de 1954) fue un político y militar chileno que se desempeñó en múltiples cargos públicos, entre ellos el de Ministro de Guerra y Marina, Ministro de Tierras y Colonización y Embajador en Uruguay.

## Biografía
Nació en Parral, Chile, el 25 de junio de 1892; hijo de Laureano Gaspar Mora Sepúlveda y Ana María Sotomayor Figueroa.
Se casó el 7 de noviembre de 1917, con Ema Parada de la Sotta; tuvieron cinco hijos; en segundo matrimonio, se casó con Filomena Cárcamo Jofré, en 1950.
Estudió en la Escuela de Parral, y humanidades, en el Liceo de Concepción; Leyes, en la Universidad de Concepción y de Chile, clases que interrumpió, para ingresar a la Escuela Militar, donde hizo el Curso Especial de 1912, año en que fue alférez del ejército. Fue destinado al regimiento Chacabuco en Concepción y en 1915 pasó como instructor a la Escuela Militar. En 1913 fue teniente 2° y en 1915, teniente 1°, secretario del Club Militar, durante dos años y posteriormente, director del mismo. En 1921, alumno de la Academia de Guerra. Ayudante militar del Apostadero Naval de Talcahuano. En la Escuela militar escribió una reseña histórica de la escuela, publicada en Estados Unidos y traducida al inglés.
En septiembre de 1923 se retiró del Ejército, con el grado de capitán.
Fue electo diputado, como Independiente, por el Partido Demócrata de Talcahuano, al que luego se afilió. Electo por Coelemu y Talcahuano, período constitucional 1924-1927; integró la Comisión Permanente de Legislación Social y la de Guerra y Marina, que presidió. Fue disuelto el Congreso, el 11 de septiembre del mismo año 24, por Decreto de la Junta de Gobierno.
Fue autor, de numerosos proyectos de ley, sobre mejoramiento para las Fuerzas Armadas y autor del reglamento de la Ley de Organización Sindical.
Simultáneamente, fue nombrado ministro de Guerra y Marina, el 20 de julio al 5 de septiembre de 1924, por el entonces presidente de la República,  Arturo Alessandri Palma.
En 1926 se fue contratado por el gobierno mexicano, como consultor técnico del Ejército de ese país. Aquí fue autor de diversos proyectos sobre legislación y reglamentación de servicios; profesor de Táctica y Organización Militar, en el Colegio Militar de dicho país.
Regresó a Chile, en abril de 1927 y formó parte del Consejo de Cooperativa de Empleados Públicos, además de Jefe de la Sección Expansión Comercial.
A principios de 1928, fue relegado a Isla de Pascua, por subversivo, de donde regresó en julio de ese mismo año; durante la presidencia de Carlos Ibáñez del Campo.
En 1931, durante el Gobierno de la República Socialista, fue nombrado ministro de Tierras y Colonización, 8 de abril al 5 de junio de 1932, durante el gobierno del presidente Juan Esteban Montero Rodríguez.
En 1930 ingresó al Cuerpo Consular; fue cónsul general de Chile en Bélgica y Marsella; ministro plenipotenciario de Chile en Colombia, Guatemala, El Salvador, Honduras y Nicaragua. Designado ministro en Paraguay, no alcanzó a desempeñar el cargo, porque fue nombrado Asesor Técnico del Ministerio de Relaciones Exteriores, en 1942.
Actuó como embajador delegado a la Novena Conferencia Panamericana celebrada en Bogotá, en 1948. Aquí presidió la V Comisión, por elección unánime de las 21 repúblicas americanas ahí representadas, logrando la aprobación de la Carta de Garantías Sociales y del Estatuto de las Mujeres, que les otorga la igualdad con el hombre, de los derechos civiles, electorales y económicos.
Miembro del Seguro de Vida del Club Militar, fue condecorado Caballero de la Orden de Leopoldo. Participó en la Logia #10 de la Gran Logia de Chile.
Nombrado embajador de Chile en Uruguay en noviembre 1952 y presentó credenciales para asumir el cargo en enero de 1953.
Murió el 4 de abril de 1954, en Montevideo, Uruguay, mientras se desempeñaba como embajador en ese país. Sus restos fueron repatriados a Santiago el 9 de abril, luego un responso y misa en la Catedral Metropolitana, y se le realizó funeral de Estado en el Cementerio General de Santiago.